# 葡萄牙的瑪麗亞 (1313-1357)
葡萄牙的瑪麗亞（葡萄牙語：Maria de Portugal，1313年2月9日—1357年1月18日），卡斯提爾王后，阿方索四世的女兒。

## 家庭
1328年，瑪麗亞和卡斯提爾國王阿方索十一世結婚，兩人共有兩個兒子：
1. 費爾南多（1332年—1333年），夭折
2. 佩德羅一世（1334年—1369年），卡斯提爾國王